# Zichy Nándor (tárnokmester)

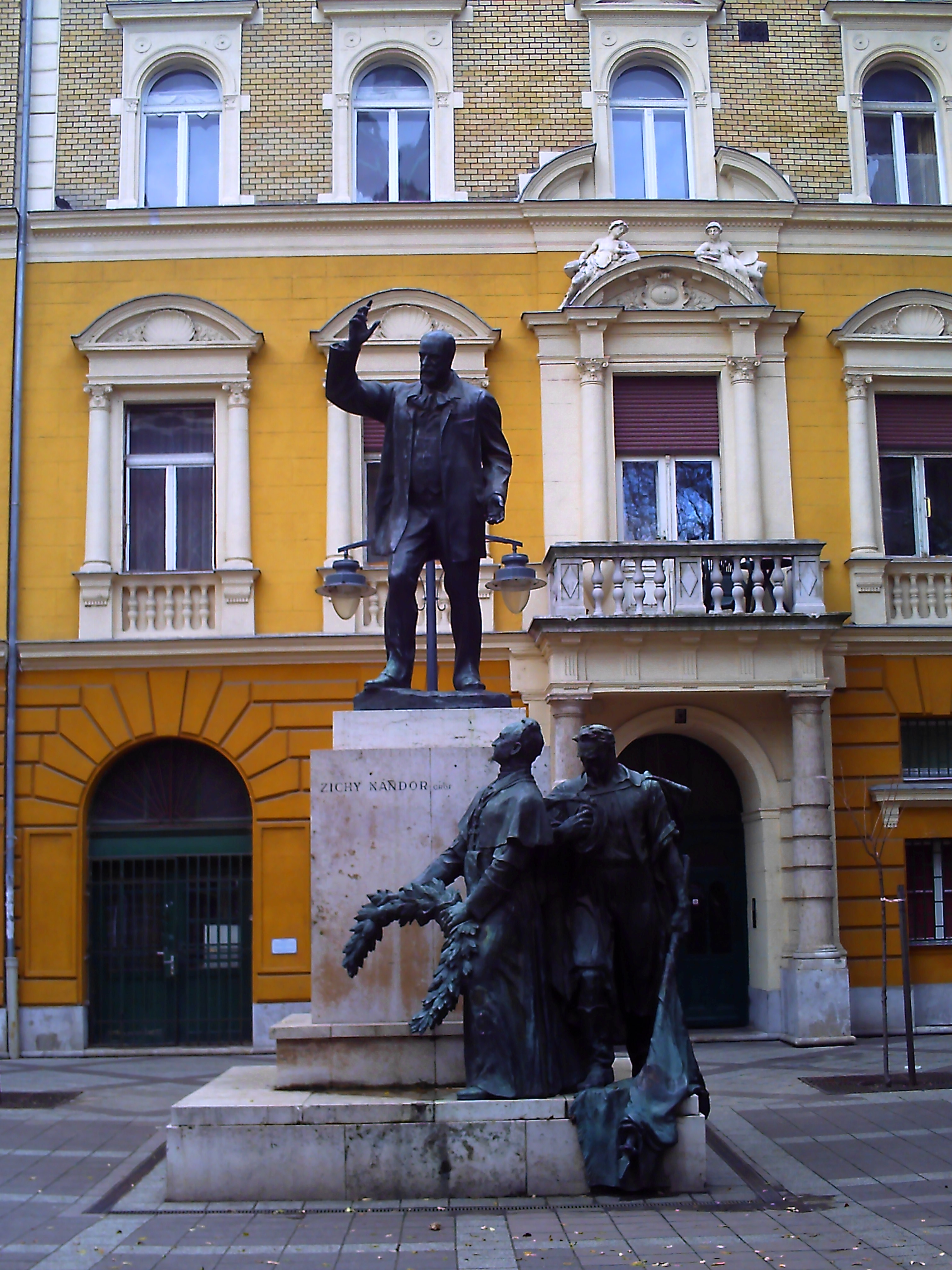
Zichy Nándor szobra Budapesten, a Lőrinc pap téren

Gróf zicsi és vázsonykői Zichy Nándor Lipót János György Gergely (Pozsony, 1829. november 26. – Adony, 1911. december 24.) politikus, a Katolikus Néppárt alapító elnöke és egyik országgyűlési képviselője. Zichy Aladár (1864–1937) politikus apja, Zichy János (1868–1944) politikus nagybátyja.

## Élete
Az ősrégi főnemesi zicsi és vázsonykői Zichy család sarja. Atyja gróf Zichy György (1805–1879), kamarás, nagybirtokos, anyja gróf erdődi Pálffy Lujza (1804–1866) volt. Öccse gróf Zichy János (1835–1905), császári és királyi kamarás, lótenyésztő, nagybirtokos.
1848-ban bölcsészdoktori címet szerzett a Pesti Tudományegyetemen, később Bécsben és Pozsonyban jogot hallgatott. Az 1850-es években birtokain gazdálkodott, alelnökként az Országos Magyar Gazdasági Egyesület munkájában is részt vett, de a politikától az abszolutista kormány ismételt felszólításai dacára távol tartotta magát. Az 1850-es években mint a Nádorcsatorna Társulat és a Fejér vármegyei Gazdasági Egyesület elnöke vett részt a Dunántúlon a lecsapoló és rétöntöző csatornahálózat fejlesztésében 1861-ben Fejér vármegye alispánja, a Mailáth–Sennyey-féle (más néven: Schmerling-) provizórium alatt a helytartótanács alelnöke lett. 1863. február 7-én jelent meg a A Hon című lapban Zichy Alapkérdéseink című cikke. Emiatt sajtóperbe fogták, megfosztották grófi rangjától és kamarási méltóságától, és – akárcsak a felelős szerkesztő Jókai Mórt – börtönbüntetésre ítélték, de a hat hónapnyi szentenciából végül csak egy hónapot töltött le.
Hamarosan visszatért a politikai életbe, és a kiegyezési tárgyalásokon már aktívan részt vett. 1865 és 1880 között a rácalmási, a bácsalmási, végül a székesfehérvári kerület országgyűlési képviselője volt. A kiegyezést követő első alkotmányos országgyűlésen a Deák-párt híve volt, 1875-ben Székesfehérvártól kapott mandátumot. A fúzió után a Sennyey-féle konzervatív párt egyik fő támasza volt, 1884-ben Zichy szervezte azt az ellenzéket, amely a zsidók és keresztények közötti házasságról szóló törvényjavaslat ellen tömörült. Az egyházpolitikai küzdelmekben, majd a már szentesített törvények esetleges revíziójára vonatkozó törekvésekben az 1895-ben alapított Katolikus Néppárt egyik vezéreként vett részt. Zala megye a dualizmus utolsó évtizedeiben markáns ellenzéki arculatot mutatott. A kormánypárttal szemben álló politikai erők közé tartozott az 1895-ben megalakult Katolikus Néppárt, amely a megyében igen erős pozíciókkal rendelkezett (1901-ben, a párt országosan elnyert 25 mandátumából öt Zalából került ki). Zichy Nándor 1896-ban hosszabb ideig körutat tett Zala megyében a Katolikus Néppárt terjeszkedése érdekében: Néppárti népgyűlés zajlott Nagykanizsán 1896. április 19-én, Zalaegerszegen pedig 1896. május 31-én nagy népszerűséget szerezve. Boldogfai Farkas József Zala megyei országgyűlési képviselő szorgalmasan tevékenykedett Zichy Nándor gróf mellett a párt alapítása óta, valamint négy ízben is választottak meg országgyűlési képviselővé a Katolikus Néppártot képviselve.
1869-ben megalapította a Székesfehérvári Kereskedelmi Bankot, 1872-ben pedig a Fejérmegyei Takarékpénztárat. 1880 után főrendiházi tag volt. 1889-től elnöke volt a Szent István Társulatnak, alapítója az Alkotmány című napilapnak. 1889-ben valóságos belső titkos tanácsosi címet, 1906-ban tárnokmesteri rangot kapott. 1892-ben az Aranygyapjas-rend lovagjává ütötték.

## Házassága és leszármazottjai
1860. június 22-én Szentmihályon feleségül vette a távoli rokonát gróf zicsi és vázsonykői Zichy Lívia (1840. október 4.–1913. július 16.), kisasszonyt, aki majd csillagkereszteshölgy lett. A menyasszony szülei gróf zicsi és vázsonykői Zichy Edmund (1811–1894), császári és király kamarás, belső titkos tanácsos, műgyűjtő, főrendiházi tag, és herceg Paolina Odescalchi (1810–1866) voltak. Zichy Nándor gróf és Zichy Lívia grófnő frigyéből született:
- gróf Zichy Ferdinánd (Nagyláng, 1861. április 18. – Adony, 1924. január 22.)
- gróf Zichy Karolina Paulina Ludovika Franciska Mária Lívia (Sarolta) (Nagyláng, 1862. április 6. – Zavar, 1928. november 26.). Férje: gróf székelyi Majláth György Gusztáv Antal Károly Imre József Viktor (Pécs, 1854. december 23. – Zavar, 1924. december 17.), Esztergom főispánja, földbirtokos.
- gróf Zichy Aladár (Nagyláng, 1864. szeptember 4. – Budapest, 1937. november 16.) legitimista politikus, miniszter, a Katolikus Néppárt vezére, földbirtokos. 1.f.: gróf kéthelyi Hunyady Henriette (1872. július 1. –1910. április 6.). 2.f.: gróf Wenckheim Ilona (*Ókigyós, 1885. április 4. –München, 1972. július 26.)
- gróf Zichy Lívia Klára Pauline Luise (Nagyláng, 1868. január 15. – Adony, 1955. október 16.)
- gróf Zichy Marietta Ludovika Pauline Philomele (Budapest, 1870. január 2.–Budapest, 1966. november 1.). Férje: gróf székelyi Majláth Géza (Pécs, 1860. január 13. – Majláthgárdony, 1933. július 26.).

## Emlékezete
- Szobra (Orbán Antal alkotása) 1930 óta Budapest VIII. kerületében, a Lőrinc pap téren áll (a jezsuita templommal szemben)

## Főbb művei
- A közigazgatási bizottság (Budapest, 1876)

## Származása
| zicsi és vázsonykői gróf Zichy Nándor (Pozsony, 1829. november 17. – Adony, 1911. december 24.) politikus, országgyűlési képviselő | Apja: zicsi és vázsonykői gróf Zichy György (Nagyláng, 1805. augusztus 10. – Nagyláng, 1879. október 14.) cs. és kir. kamarás | Apai nagyapja: zicsi és vázsonykői gróf Zichy János Nepomuk (Nagyláng, 1777. június 30. – 1830. július 26.)                      | Apai nagyapai dédapja: zicsi és vázsonykői gróf Zichy János (Várpalota, 1738. január 30. – Nagyláng, 1778. március 13.) cs. és kir. kamarás                           |
| zicsi és vázsonykői gróf Zichy Nándor (Pozsony, 1829. november 17. – Adony, 1911. december 24.) politikus, országgyűlési képviselő | Apja: zicsi és vázsonykői gróf Zichy György (Nagyláng, 1805. augusztus 10. – Nagyláng, 1879. október 14.) cs. és kir. kamarás | Apai nagyapja: zicsi és vázsonykői gróf Zichy János Nepomuk (Nagyláng, 1777. június 30. – 1830. július 26.)                      | Apai nagyapai dédanyja: luznai és regliczei báró Luzénszky Terézia (1754. december 31. – 1812. július 20.)                                                            |
| zicsi és vázsonykői gróf Zichy Nándor (Pozsony, 1829. november 17. – Adony, 1911. december 24.) politikus, országgyűlési képviselő | Apja: zicsi és vázsonykői gróf Zichy György (Nagyláng, 1805. augusztus 10. – Nagyláng, 1879. október 14.) cs. és kir. kamarás | Apai nagyanyja: gróf Colloredo Franciska (1783. június 1. – Pozsony, 1835. február 7.) csillagkeresztes hölgy                    | Apai nagyanyai dédapja: gróf Colloredo József (1773. július 29. – 1815) cs. és kir. kamarás, őrnagy                                                                   |
| zicsi és vázsonykői gróf Zichy Nándor (Pozsony, 1829. november 17. – Adony, 1911. december 24.) politikus, országgyűlési képviselő | Apja: zicsi és vázsonykői gróf Zichy György (Nagyláng, 1805. augusztus 10. – Nagyláng, 1879. október 14.) cs. és kir. kamarás | Apai nagyanyja: gróf Colloredo Franciska (1783. június 1. – Pozsony, 1835. február 7.) csillagkeresztes hölgy                    | Apai nagyanyai dédanyja: kisserényi gróf Serényi Franciska ( – 1815)                                                                                                  |
| zicsi és vázsonykői gróf Zichy Nándor (Pozsony, 1829. november 17. – Adony, 1911. december 24.) politikus, országgyűlési képviselő | Anyja: erdődi gróf Pálffy Lujza (Pozsony, 1804. január 1. – Nagyláng, 1866. január 17.) csillagkeresztes hölgy                | Anyai nagyapja: erdődi gróf Pálffy IV. Lipót (Pozsony, 1764. június 24. – Pozsony, 1825. február 24.) Pozsony vármegye főispánja | Anyai nagyapai dédapja: erdődi gróf Pálffy III. Lipót (Stomfa, 1739. október 24. – Bécs, 1799. október 4.) főudvarmester, Csongrád vármegye főispánja                 |
| zicsi és vázsonykői gróf Zichy Nándor (Pozsony, 1829. november 17. – Adony, 1911. december 24.) politikus, országgyűlési képviselő | Anyja: erdődi gróf Pálffy Lujza (Pozsony, 1804. január 1. – Nagyláng, 1866. január 17.) csillagkeresztes hölgy                | Anyai nagyapja: erdődi gróf Pálffy IV. Lipót (Pozsony, 1764. június 24. – Pozsony, 1825. február 24.) Pozsony vármegye főispánja | Anyai nagyapai dédanyja: gróf Daun Mária Terézia (Bécs, 1745. november 25. – 1777. október 19.) (édesapja: gróf Daun Lipót József, Teano hercege, császári tábornagy) |
| zicsi és vázsonykői gróf Zichy Nándor (Pozsony, 1829. november 17. – Adony, 1911. december 24.) politikus, országgyűlési képviselő | Anyja: erdődi gróf Pálffy Lujza (Pozsony, 1804. január 1. – Nagyláng, 1866. január 17.) csillagkeresztes hölgy                | Anyai nagyanyja: báró Jöchlinger Sarolta (Klagenfurt, 1778. április 15. – Bécs, 1851. április 1.)                                | Anyai nagyanyai dédapja: báró Jöchlinger József Ignác (1733 – ) |
| zicsi és vázsonykői gróf Zichy Nándor (Pozsony, 1829. november 17. – Adony, 1911. december 24.) politikus, országgyűlési képviselő | Anyja: erdődi gróf Pálffy Lujza (Pozsony, 1804. január 1. – Nagyláng, 1866. január 17.) csillagkeresztes hölgy                | Anyai nagyanyja: báró Jöchlinger Sarolta (Klagenfurt, 1778. április 15. – Bécs, 1851. április 1.)                                | Anyai nagyanyai dédanyja: erdődi gróf Pálffy Mária Anna (1752. július 27. – Pozsony, 1802. február 7.)                                                                |